# Festival de la fiction TV de La Rochelle 2011
La 13e édition du Festival de la fiction TV s'est déroulée à La Rochelle, du 7 au 11 septembre 2011.  Une soixantaine d'œuvres étaient en compétition, pour 16 prix attribués dont 13 par le jury.

## Jury
Le jury était composé de :
- François Berléand (président), acteur
- Nicolas Cuche, acteur et réalisateur
- Lorraine Lévy, scénariste et réalisatrice
- François Charlant, producteur
- Grégoire Hetzel, compositeur
- Hélène de Fougerolles, comédienne

## En compétition

### Téléfilms unitaires
- La Part des anges (France 3) de Sylvain Monod
- Brassens, la mauvaise réputation (France 2) de Gérard Marx
- Emma (France 2) d'Alain Tasma
- Hiver rouge (France 2) de Xavier Durringer
- Mister Bob (Canal +) de Thomas Vincent
- Valparaiso (Arte) de Jean-Christophe Delpias
- Le Chant des sirènes (France 2) de Laurent Herbiet
- J'ai peur d'oublier (France 2) d'Élisabeth Rappeneau

### Téléfilms et comédies
- Comme chez soi (France 3) de Lorenzo Gabriele
- I love Périgord (France 3) de Charles Nemes
- Le Fil d'Ariane (Arte) de Marion Laine
- Midi et Soir (France 3) de Laurent Firode
- Tout le monde descend ! (France 2) de Renaud Bertrand
- Mes deux amours (France 2) de Régis Musset
- Bxl/Usa (Canal +) de Gaetan Bevernaege
- Le Client (TF1) d'Arnauld Mercadier

### Séries de prime time
- CROM (RTS)
- Les Virtuoses (TF1)
- Les Petits Meurtres d'Agatha Christie (France 2)
- Deux flics sur les docks (France 2)
- Panique aux Edelweiss (TF1)
- Flics (TF1)
- Clash (France 2)

### Programmes courts en série
- Vestiaires (France 2)
- Very Bad Blagues (Direct 8)
- Zak (Orange Cinéma Séries)
- En direct de notre passé (TSR)
- Soda (M6)

### Web fictions
- Post Coïtum
- Père poule
- Lolicats
- Faireset
- Comédie coach
- Clinic

## Palmarès
Le jury a décerné les prix suivants : 
- Meilleure série : Flics
- Meilleur téléfilm : Le Chant des sirènes
- Meilleur téléfilm comédie : BXL/USA
- Meilleur programme court : Zak
- Meilleure fiction web : Lolicats
- Meilleure réalisation : Thomas Vincent pour Mister Bob
- Meilleure interprétation masculine : Clovis Cornillac pour Mister Bob et Rufus pour La Part des anges
- Meilleure interprétation féminine : Clémentine Célarié pour J'ai peur d'oublier
- Meilleur scénario : Vincent Maillard pour Valparaiso
- Meilleure musique : Sig pour Hiver rouge
- Prix jeune espoir masculin : Swann Arlaud pour La Joie de vivre
- Prix jeune espoir féminin : Rebecca Marder pour Emma
- Prix de la direction artistique : BXL/USA
- Prix du meilleur film européen et international (décerné par les journalistes) : A'dam – E.V.A. (Pays-Bas)
- Coup de cœur des Collégiens de la Charente maritime : J'ai peur d'oublier
- Label Poitou Charentes : Mister Bob